# Duarte Fernando Álvarez de Toledo
Duarte Fernando Álvarez de Toledo Portugal (1620 - 25 de junio de 1671) fue un noble, militar y hombre de estado español, grande de España, VII conde de Oropesa, VI conde de Deleytosa, III marqués de Frechilla y Villarramiel, III marqués de Jarandilla, caballero de la orden de Alcántara, virrey de Navarra (1643-1645), de Valencia (1645-1650), de Cerdeña, presidente del consejo de Órdenes y del consejo de Italia y embajador en Roma.

## Biografía
Fue hijo del V conde de Oropesa Fernando Álvarez de Toledo Portugal y de Mencía Pimentel Zúñiga, de la casa de los condes de Benavente. Sucedió en el título condal a su hermano, Juan Álvarez de Toledo Portugal, VI conde de Oropesa, que falleció niño en 1621. 
Fue mecenas del poeta, historiador y dramaturgo Antonio de Solís, quien fue además su secretario.
Duarte casó en 1636 con su prima hermana Ana Mónica Fernández de Córdoba y de Zúñiga o Ana Mónica de Córdoba y Velasco, VI condesa de Alcaudete, II marquesa del Villar de Grajanejos, con quien tuvo un hijo, Manuel Joaquín Álvarez de Toledo Portugal, valido de Carlos II de España.